# Phlegetonia pantarcha
Phlegetonia pantarcha är en fjärilsart som beskrevs av Turner 1922. Phlegetonia pantarcha ingår i släktet Phlegetonia och familjen nattflyn. Inga underarter finns listade i Catalogue of Life.

## Bildgalleri

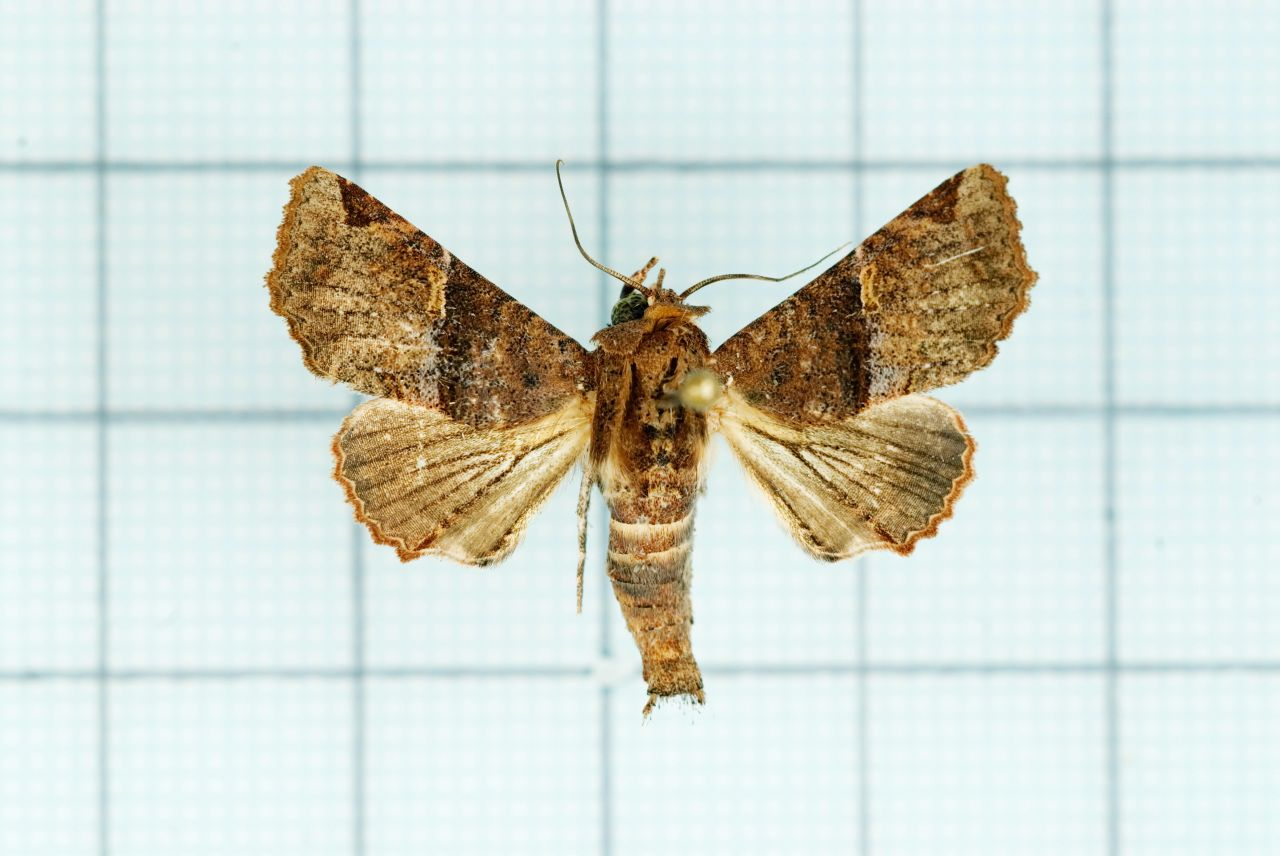
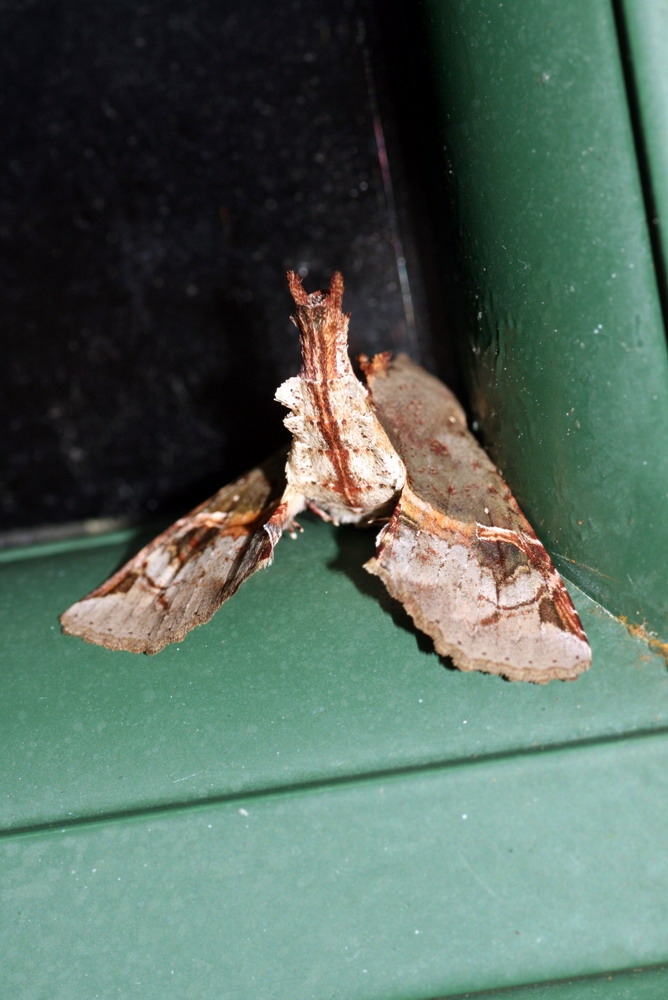
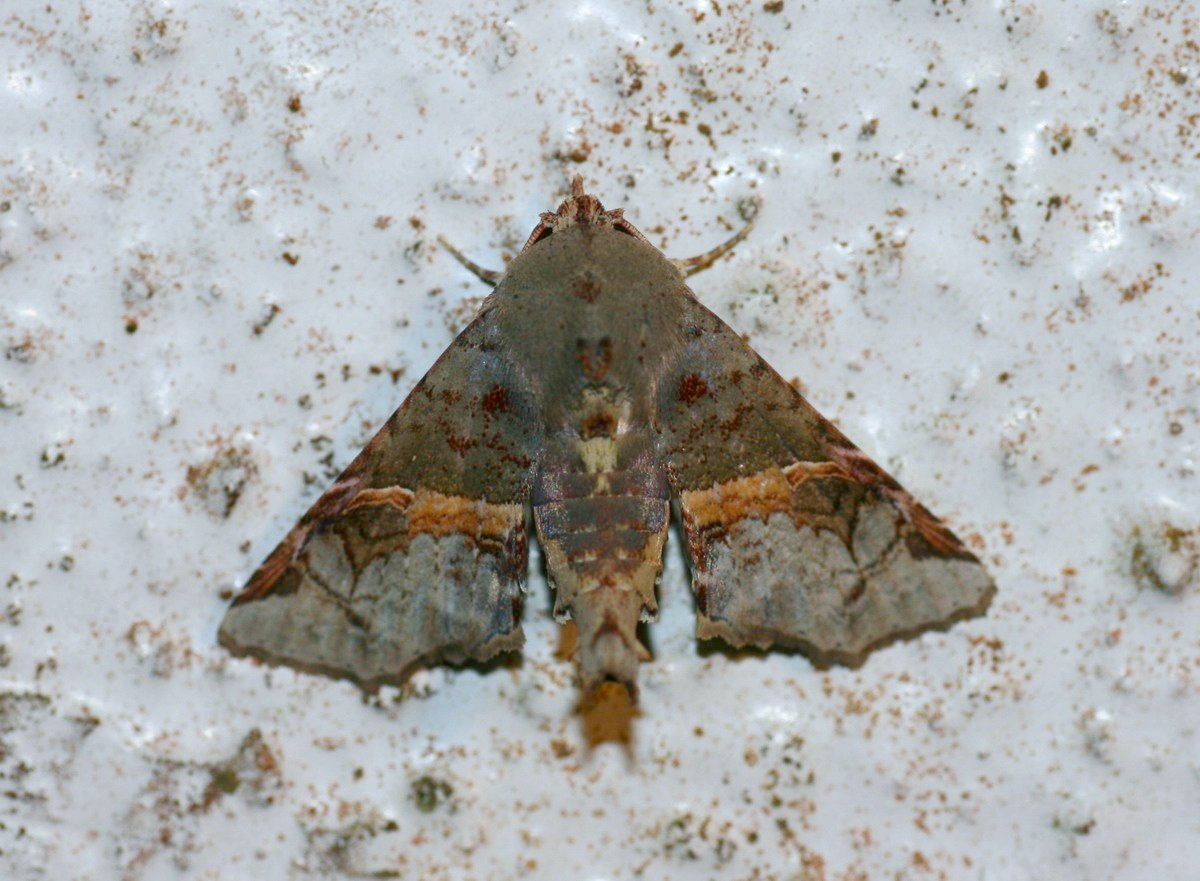